# Felipe Arroyo Roxas
Felipe Arroyo Roxas (Paco, Manila, 1840 - París, 13 d'abril de 1899) va ser un pintor d'origen filipí. Fill d'Antonio Roxas i de Lucina Arroyo, el seu germà fou el famós arquitecte Felix Roxas Arroyo qui tingué una gran influència sobre la pintura de l'artista.
Estudià a la Academia de Dibujo y Pintura del Colegio de San Juan de Letrán. L'any 1884, quan migrà a Paris, anà a la University of Santo Tomas (UST). Només han sobreviscut molt poques pintures de l'autor, algunes d'elles a la Col·lecció Pagrel de les Filipines; a Catalunya, a la Biblioteca Museu Víctor Balaguer es conserva l'obra Choza de Nipas (1899).